# Helle Vinkler
Helle Vinkler (født 1964) er en tidligere dansk atlet. Hun var medlem af Fredericia AK 63.

## Danske mesterskaber
- Guld 1986 400 meter hæk 60,10
- Sølv 1986 400 meter 56,68
- Guld 1985 400 meter hæk 61,45
- Guld 1985 800 meter inde 2,20,72
- Sølv 1984 400 meter hæk 60,04
- Bronze 1983 400 meter hæk 61,16

Junior -20 år
- Guld 1984 400 meter 57,85